# Isola Pantar
L'isola Pantar è un'isola indonesiana che appartiene all'arcipelago di Alor, localizzato ad oriente di Flores e dell'Arcipelago di Solor, nelle Piccole Isole della Sonda. L'isola è compresa amministrativamente nella provincia di Nusa Tenggara Orientale, ha una superficie di 728 km² ed è coltivata a riso, cocco, mais e cotone; diffusa è la pesca. Le principali località dell'isola sono Baranusa e Kabir, ma solo la prima è collegata per via marittima con le altre città indonesiane della zona.

## Amministrazione
Pantar fa parte della Reggenza di Alor, che comprende cinque distretti (kecamatan) ed al censimento del 2010 contava 39.896 abitanti Sotto la sua amministrazione vi sono anche alcune isolette ad ovest.
| Nome              | Nome inglese     | Popolazione Censimento 2010 |
| ----------------- | ---------------- | --------------------------- |
| Pantar            |                  | 8,798                       |
| Pantar Barat      | West Pantar      | 6,729                       |
| Pantar Barat Laut | Northwest Pantar | 4,276                       |
| Pantar Tengah     | Central Pantar   | 9,313                       |
| Pantar Timur      | East Pantar      | 10,740                      |

## Collegamenti esterni

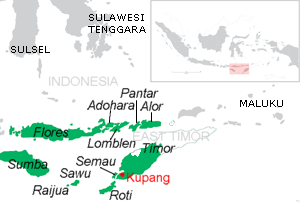
Mappa delle isole della provincia di Nusa Tenggara Orientale tra le quali anche l'isola di Pandar